# Johana Moreno
Eli Johana Moreno Valencia (née le 15 avril 1985 à Carepa) est une athlète colombienne, spécialiste du lancer de marteau. 

## Biographie

### Palmarès
| Date | Compétition                                      | Lieu                 | Résultat | Épreuve | Performance |
| ---- | ------------------------------------------------ | -------------------- | -------- | ------- | ----------- |
| 2005 | Championnats d'Amérique du Sud                   | Cali                 | 2e       | Marteau | 61,65 m     |
| 2006 | Jeux d'Amérique centrale et des Caraïbes         | Carthagène des Indes | 3e       | Marteau | 65,51 m     |
| 2006 | Championnats d'Amérique du Sud                   | Tunja                | 2e       | Marteau | 64,94 m     |
| 2007 | Championnats d'Amérique du Sud                   | São Paulo            | 1re      | Marteau | 61,93 m     |
| 2008 | Championnats d'Amérique centrale et des Caraïbes | Cali                 | 3e       | Marteau | 67,09 m     |
| 2009 | Championnats d'Amérique du Sud                   | Lima                 | 1re      | Marteau | 65,79 m     |
| 2009 | Championnats d'Amérique centrale et des Caraïbes | Cali                 | 3e       | Marteau | 67,66 m     |
| 2010 | Jeux d'Amérique centrale et des Caraïbes         | Mayagüez             | 1re      | Marteau | 66,98 m     |
| 2011 | Championnats d'Amérique du Sud                   | Buenos Aires         | 2e       | Marteau | 68,53 m     |
| 2011 | Championnats d'Amérique centrale et des Caraïbes | Mayagüez             | 1re      | Marteau | 67,97 m     |
| 2012 | Championnats ibéro-américains                    | Barquisimeto         | 3e       | Marteau | 68,58 m     |
| 2013 | Championnats d'Amérique du Sud                   | Carthagène des Indes | 1re      | Marteau | 67,22 m     |
| 2014 | Jeux d'Amérique centrale et des Caraïbes         | Xalapa               | 3e       | Marteau | 67,77 m     |
| 2014 | Championnats ibéro-américains                    | São Paulo            | 2e       | Marteau | 66,01 m     |
| 2015 | Championnats d'Amérique du Sud                   | Lima                 | 2e       | Marteau | 66,05 m     |

### Records
| Épreuve | Performance  | Lieu     | Date         |
| ------- | ------------ | -------- | ------------ |
| Marteau | 69,80 m (NR) | Santa Fe | 28 mars 2009 |